# دكتور سترينجلوف
دكتور سترينجلوف (بالإنجليزية: Dr. Strangelove)‏ هو فيلم كوميدي تم إنتاجه في المملكة المتحدة والولايات المتحدة وصدر في سنة 1964. الفيلم من إخراج ستانلي كوبريك.

## بطولة
- بيتر سلرز
- جورج سي سكوت
- ستيرلينغ هايدن

## الميزانية والإيرادات
بلغت تكلفة إنتاج الفيلم حوالي 1.8 مليون دولار بينما حقق أرباحا تقدر بـ 9,440,272 دولار.

### ترشيحات وجوائز
| السنة | الحدث  | الفئة     | النتيجة |
| ----- | ------ | --------- | ------- |
|       | أوسكار | أفضل فيلم | ترشـيـح |

## وصلات خارجية
- دكتور سترينجلوف على موقع IMDb (الإنجليزية)
- دكتور سترينجلوف على موقع ميتاكريتيك (الإنجليزية)
- دكتور سترينجلوف على موقع الموسوعة البريطانية (الإنجليزية)
- دكتور سترينجلوف على موقع روتن توميتوز (الإنجليزية)
- دكتور سترينجلوف على موقع نتفليكس (الإنجليزية)
- دكتور سترينجلوف على موقع قاعدة بيانات الأفلام العربية
- دكتور سترينجلوف على موقع ألو سيني (الفرنسية)
- دكتور سترينجلوف على موقع Turner Classic Movies (الإنجليزية)
- دكتور سترينجلوف على موقع أول موفي (الإنجليزية)
- دكتور سترينجلوف على موقع بوكس أوفيس موجو (الإنجليزية)

1. ↑  وصلة مرجع: https://www.bfi.org.uk/news-opinion/news-bfi/lists/10-great-british-comedy-films-1960s. مسار الأرشيف: https://web.archive.org/web/20200804041646/https://www.bfi.org.uk/news-opinion/news-bfi/lists/10-great-british-comedy-films-1960s. الوصول: 11 أغسطس 2020.
2. 1 2 3 4 5 6 7  وصلة مرجع: http://www.nytimes.com/movie/review?res=EE05E7DF173DE367BC4950DFB766838F679EDE. الوصول: 23 ديسمبر 2016.
3. ↑  وصلة مرجع: http://www.nytimes.com/movies/movie/62164/Dr-Strangelove/details.